# Canaan (Maine)
Canaan es un pueblo ubicado en el condado de Somerset en el estado estadounidense de Maine. En el Censo de 2010 tenía una población de 2.275 habitantes y una densidad poblacional de 20,85 personas por km².

## Geografía
Canaan se encuentra ubicado en las coordenadas 44°46′56″N 69°32′47″O / 44.78222, -69.54639. Según la Oficina del Censo de los Estados Unidos, Canaan tiene una superficie total de 109.1 km², de la cual 106.59 km² corresponden a tierra firme y (2.3%) 2.51 km² es agua.

## Demografía
Según el censo de 2010, había 2.275 personas residiendo en Canaan. La densidad de población era de 20,85 hab./km². De los 2.275 habitantes, Canaan estaba compuesto por el 97.1% blancos, el 0.13% eran afroamericanos, el 0.79% eran amerindios, el 0.13% eran asiáticos, el 0.26% eran isleños del Pacífico, el 0.13% eran de otras razas y el 1.45% pertenecían a dos o más razas. Del total de la población el 0.57% eran hispanos o latinos de cualquier raza.